# Дијего Коста
Дијего Коста (Лагарто, 7. октобар 1988), шпански је фудбалер рођен у Бразилу, који игра на позицији нападача.

## Највећи успеси

### Атлетико Мадрид
- Првенство Шпаније (1) : 2013/14.
- Куп Шпаније (1) : 2012/13.
- УЕФА суперкуп (3) : 2010, 2012, 2018.
- Лига шампиона : финалиста 2013/14.
- Лига Европе (1) : 2017/18.
- Суперкуп Шпаније : финалиста 2013.

### Челси
- Премијер лига (2): 2014/15, 2016/17.
- Лига куп Енглеске (1) : 2014/15.